# Parathyma leucophryne
Parathyma leucophryne är en fjärilsart som beskrevs av Hans Fruhstorfer 1912. Parathyma leucophryne ingår i släktet Parathyma och familjen praktfjärilar. Inga underarter finns listade i Catalogue of Life.